# Zeche Elisabethenglück

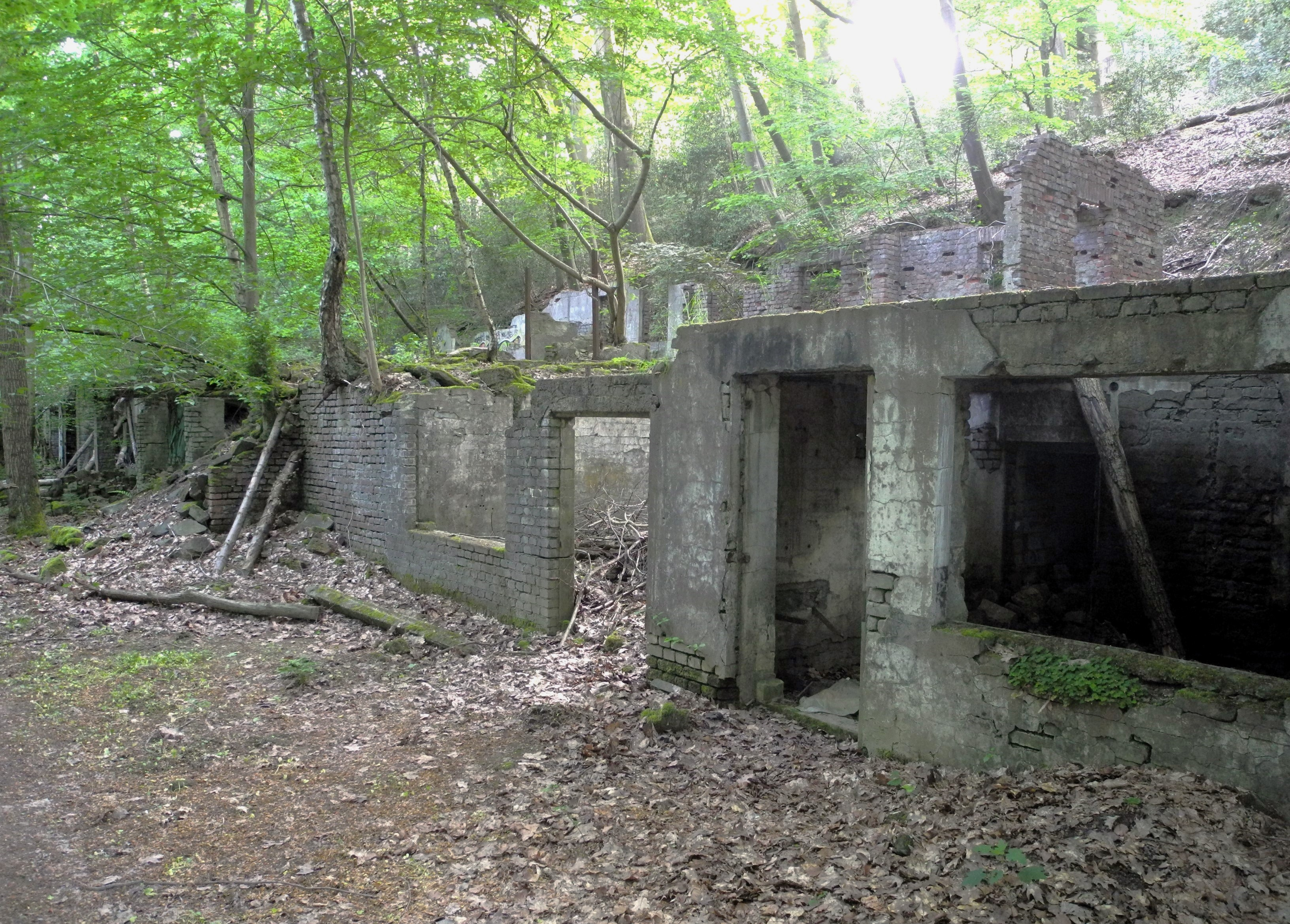
Ruinen der Kauen

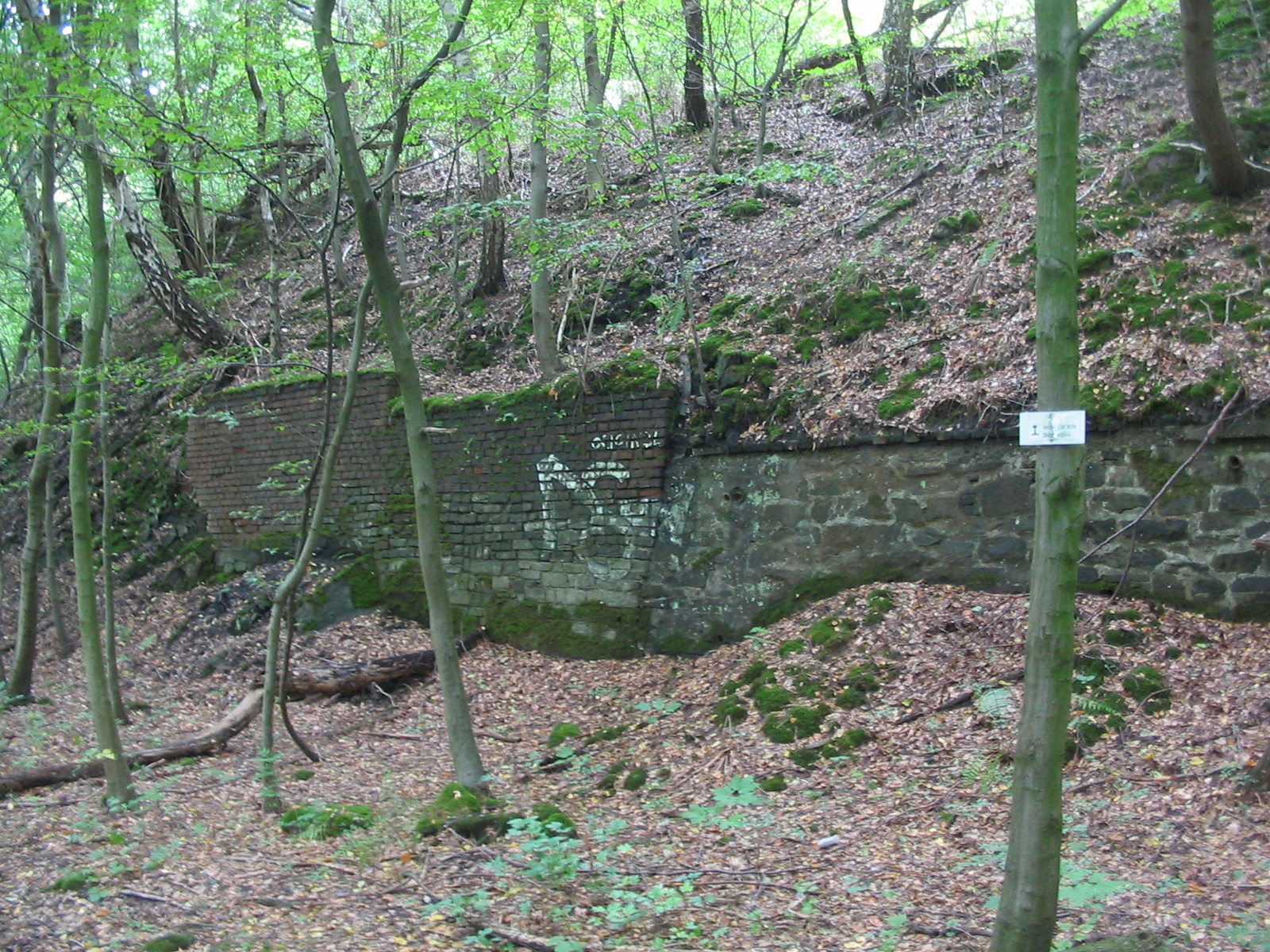
Stützmauern der Turmverladeanlage für eine Über-Kopf-Befüllung der Waggons

Die Zeche Elisabethenglück ist ein ehemaliges Steinkohlenbergwerk in Durchholz. Das Bergwerk wurde während seiner fast 170-jährigen Betriebszeit mehrmals für Jahre stillgelegt und wieder neu in Betrieb genommen. Das Bergwerk befand sich unmittelbar neben dem Grubenfeld der Zeche Vereinigte Glückauf & Hegermann.

## Geschichte

### Die Anfänge
Bereits im Jahr 1808 wurde Mutung auf ein Steinkohlenflöz eingelegt. Als Muter traten Dietrich Peter Wegermann, Pottkemper, Hülsbusch und Jakobi Erbstollen auf. Ihre Namen wurden auch im Mutschein vermerkt. In der Nachfolgezeit lag das gemutete Grubenfeld mehrere Jahrzehnte still. Am 17. April 1841 erfolgte die Verleihung des Längenfeldes Elisabethenglück. Nach 1847 wurde der Stollenbetrieb östlich vom Pleßbach, westlich der Straße Hohe Egge angelegt. Der Stollenbau wurde aber mehrfach unterbrochen. Einige Zeit danach wurde er bereits in Fristen gesetzt. Etwa um das Jahr 1873 erfolgte die Vereinigung mit den Zechen Harmonie, Scheideweg und Minna. 1873 erfolgte die erneute Betriebsaufnahme der Zeche Elisabethenglück. Im Jahr 1874 zunächst Versuchsarbeiten, danach erneute Stilllegung. Etwa um das Jahr 1897 wurden die Berechtsamen Harmonie, Scheideweg und Minna der Zeche Vereinigte Adolar zugeschlagen.

### Der weitere Betrieb
Im Jahr 1926 wurde die Gewerkschaft Elisabethenglück gegründet. Die Gewerkschaft, die für eine kurze Zeit auch Glückauf Elisabeth genannt wurde, übernahm das Bergwerkseigentum. Am 19. Oktober desselben Jahres erfolgte die erneute Betriebsaufnahme des Stollens. Es wurde ein seigerer Schacht bis zur Stollensohle geteuft. Der Schacht hatte eine seigere Teufe von 59 Metern und lag am tiefsten Punkt bei +125 m NN. Im gleichen Jahr wurde ein Teilfeld mit Blindschacht von der Zeche Vereinigte Hammerthal übernommen. Im Januar 1927 Abbaubeginn und zwischen dem 1. September und dem 1. Dezember desselben Jahres vorübergehende Fördereinstellung. Mit dem Bau der Turmverladeanlage an der Kleinbahn Bossel–Blankenstein erhielt die Zeche 1927 einen normalspurigen Gleisanschluss.  Am 31. Oktober 1928 wurde die Zeche versteigert und in Zeche Glückauf Elisabeth umbenannt. Ersteigert wurde das Bergwerk vom Regierungsbaumeister Fritz Boersch für 4635 Reichsmark.
Am 27. September 1929 erfolgte die Rückbenennung in Zeche Elisabethenglück und am 1. Dezember desselben Jahres erfolgte die erneute Stilllegung. Am 1. Mai 1930 wurde die Zeche erneut in Betrieb genommen. Im Jahr 1933 umfasste die konsolidierte Berechtsame Elisabethenglück die Längenfelder Elisabethenglück, Nachgedacht, Emmelinenglück und Elefant im Werbecksiepen, sowie die Geviertfelder Alte Haase II, Johanna im Herbeder Holz (beides waren Teilfelder), Vereinigte Glückauf & Hegermann und Dietrich Ernst. Das gesamte Grubenfeld hatte somit eine Fläche von 2,7 Quadratkilometern (km²). Im Jahr 1935 waren zwei Wetterschächte und ein Förderschacht in Betrieb, die jeweils eine Teufe von 130 Metern hatten. In der ersten Hälfte dieses Jahres wurde das Bergwerk zunächst in Fristen gelegt. Im ersten Halbjahr des darauffolgenden Jahres war zunächst wechselnder Betrieb. Am 19. April desselben Jahres soff das Bergwerk nach einer Schneeschmelze ab und musste drei Wochen gesümpft werden.

### Die letzten Jahre
Nach dem Zweiten Weltkrieg wurde das Bergwerk einige Zeit von der Zeche Pleßbach wieder in Betrieb genommen. Im Jahr 1946 war ein Förderschacht in Betrieb – die Hauptfördersohle war die 1. Sohle, sie lag bei einer Teufe von 108 Metern (+31 m NN). Die 2. Sohle lag bei einer Teufe von 154 Metern (−15 m NN) im Unterwerk und die 3. Sohle lag bei einer Teufe von 224 Metern (−85 m NN). Der Abbau erfolgte im konsolidierten Feld Elisabethenglück und in den Feldern Neue Tinsbank, Glückauf, Hegermann I und II und im Feld Vergißmeinnicht. Das Grubenfeld hatte dadurch eine Fläche von 2,8 km², im darauf folgenden Jahr betrug die Fläche bereits 3,1 km². Im Jahr 1951 betrug die Größe der Berechtsame mittlerweile 3,6 km², das Baufeld hatte die Maße streichend 2 km und querschlägig 1,4 km.
Ab dem 1. Oktober des Jahres 1955 wurde die Zeche Elisabethenglück durch die Pleßbach GmbH angepachtet. Beide Betriebe wurden jedoch weiter getrennt betrieben. In diesem Jahr wurde die 2. Sohle zur Hauptfördersohle. Am 2. März des Jahres 1958 ereignete sich ein Grubenbrand; dabei wurden vier Bergleute verletzt. Am 1. Oktober 1961 wurde das Grubenfeld der Zeche Elisabethenglück mit dem Grubenfeld der Zeche Pleßbach zusammengelegt und umbenannt in Zeche Neu-Pleßbach. Ab dem 1. November war die Zeche Neu Pleßbach dann als Kleinzeche auf dem Grubenfeld der ehemaligen Zechen Pleßbach und Elisabethenglück in Betrieb. Es wurde ein Stollen mit einer Länge von 2000 m und ein tonnlägiger Schacht betrieben. Bis zur Stilllegung wurden noch einmal mit 321 Mitarbeitern 77.735 Tonnen Steinkohle gefördert.  Am 30. November des Jahres 1962 wurde das Bergwerk dann stillgelegt. Im Jahr 1963 wurde der Schacht verfüllt und mit einer Betonplatte versehen.

## Förderung und Belegschaft
Die ersten Belegschaftszahlen stammen aus dem Jahr 1873, damals waren zwei Bergleute auf dem Bergwerk beschäftigt. Die ersten Förderzahlen stammen aus dem Jahr 1874, mit drei Bergleuten wurden 39 Tonnen Steinkohle abgebaut. Im Jahr 1927 wurden mit vier Bergleuten 289 Tonnen Steinkohle gefördert. Im Jahr 1929 Anstieg der Förderung auf 1832 Tonnen, diese Förderung wurde mit neun Bergleuten erbracht. Im Jahr 1930 sank die Förderung auf rund 1400 Tonnen, diese Förderung wurde mit sechs Bergleuten erbracht. Im Jahr 1935 wurden mit 41 Bergleuten 7695 Tonnen Steinkohle gefördert. Im Jahr 1938 wurde eine Förderung von rund 60.000 Tonnen Steinkohle erbracht. Im Jahr 1940 erfolgte ein deutlicher Anstieg der Förderung auf 68.972 Tonnen, diese Förderung wurde mit 201 Bergleuten erbracht.
Die maximale Förderung wurde im Jahr 1943 erbracht, mit 304 Bergleuten wurden 84.254 Tonnen Steinkohle gefördert. Im Jahr 1945 Förderrückgang auf 22.408, diese Förderung wurde mit 141 Bergleuten erbracht. Im Jahr 1950 Anstieg der Förderung auf 46.000 Tonnen, diese Förderung wurde mit 226 Bergleuten erbracht. Im Jahr 1955 wurden mit 154 Bergleuten 38.454 Tonnen Steinkohle gefördert. Die letzten bekannten Belegschafts- und Förderzahlen der Zeche Elisabethenglück stammen aus dem Jahr 1960, in diesem Jahr waren 182 Bergleute auf dem Bergwerk beschäftigt, die eine Förderung von 40.291 Tonnen Steinkohle erbrachten.

## Heutiger Zustand
Heute sind von der ehemaligen Zeche Elisabethenglück noch die Ruinen der Kaue und des Verwaltungsgebäudes erhalten. Die Gebäuderuinen befinden sich im Süden des Stadtteils Durchholz. Hinter den Gebäuderuinen befindet sich der Schachtdeckel des 1963 verschlossenen Schachtes. Außerdem sind noch Teile der Verladerampe erhalten geblieben. Die Reste der Verladerampe befinden sich unmittelbar am Pleßbach. Sämtliche Gebäudereste sind Bestandteil des Pleßbach-Weges des AK Sprockhövel. Der Stollen, der ebenfalls Bestandteil des Pleßbachweges ist, ist auch heute noch befahrbar. Mit dem Stollen wird das Grubenwasser des stillgelegten Bergwerks gelöst.